# Sergio Cresto
Sergio Cresto, (19 de enero de 1956, Nueva York, Estados Unidos - 2 de mayo de 1986, Córcega) fue un copiloto de rally que compitió en el Campeonato del Mundo de Rally entre 1980 y 1986 y en el Campeonato de Europa de Rally. Copilotó principalmente a pilotos italianos, como Atilio Bettega, Andrea Zanussi con los que consiguió varias victorias y podios en pruebas del Campeonato de Europa. 

## Biografía
Nació en Nueva York pero tenía ascendentes italianos. Fue copiloto de Henri Toivonen en la temporada 1986, con el que consiguió su única victoria en el mundial: el Rally de Monte Carlo. En el Rally de Córcega del mismo año, el Lancia Delta S4 con el que competían, se salió de la carretera, provocando una explosión y la muerte a ambos ocupantes. Este accidente provocó la retirada de los equipos oficiales presentes en la prueba y más tarde la FIA prohibió los Grupo B.

## Trayectoria

### Resultados en el WRC
| Año  | Piloto                        | Coche            | 1       | 2       | 3       | 4       | Posición | Puntos |
| ---- | ----------------------------- | ---------------- | ------- | ------- | ------- | ------- | -------- | ------ |
| 1980 | Antonio Tognana               | Fiat 131 Abarth  | FRA Ret |         |         |         | -        | 0      |
| 1983 | Andrea Zanussi                | Lancia Rally 037 | FRA Ret |         |         |         | -        | 0      |
| 1984 | Jean-Claude Andruet           | Lancia Rally 037 | MON DSQ |         |         |         | -        | 0      |
| 1984 | Attilio Bettega               | Lancia Rally 037 |         | FRA 7   | GRE 4   |         | -        | 0      |
| 1985 | Andrea Zanussi                | Lancia Rally 037 | GRE Ret |         |         |         | -        | 0      |
| 1986 | Henri Toivonen Martini Lancia | Lancia Delta S4  | MON 1   | SWE Ret | POR Ret | FRA Ret | 13º      | 20     |

- Referencias[1]

### Campeonato de Europa
| Año  | Piloto                        | Coche            | 1       | 2     | 3     | 4       | 5       | 6       | 7     | 8       | 9     | 10    | Posición | Puntos |
| ---- | ----------------------------- | ---------------- | ------- | ----- | ----- | ------- | ------- | ------- | ----- | ------- | ----- | ----- | -------- | ------ |
| 1983 | Michele Cinotto               | Lancia Rally 037 | FLO 3   | CSM 6 | REG 3 | LAN Ret |         |         |       |         |       |       | ?        | ?      |
| 1983 | Andrea Zanussi                | Lancia Rally 037 |         |       |       |         | GRE 3   | ITA 2   |       |         |       |       | ?        | ?      |
| 1984 | Carlo Capone West Rally Team  | Lancia Rally 037 | CBR Ret | RCB 1 | CSM 2 | BUL 1   | YPR 3   | POR Ret | GRE 1 | CHI Ret | ANT 1 |       | ?        | ?      |
| 1984 | Attilio Bettega               | Lancia Rally 037 | CBR Ret |       | CBR 2 |         |         |         |       |         |       |       | ?        | ?      |
| 1984 | Andrea Zanussi                | Lancia Rally 037 |         | RCB 4 |       | YPR Ret | HUN Ret | POR 2   | GRE 2 | CHY Ret | ANT 1 | ESP 2 | ?        | ?      |
| 1986 | Henri Toivonen Martini Lancia | Lancia Delta S4  | CSM 1   |       |       |         |         |         |       |         |       |       | ?        | ?      |

- Referencias[3]